# Platja del Riuet (Sant Pere Pescador)
La platja del Riuet és una platja natural del municipi de Sant Pere Pescador (Alt Empordà), situada a l'extrem sud del litoral del municipi, al golf de Roses, entre la desembocadura del Riu Vell o Riuet, que la separa de la platja homònima del municipi de l'Escala, al sud, i la platja del Cortal de la Devesa, al nord. És una de les vuit platges que formen el gran arenal de Sant Pere Pescador. Té una longitud de 374 m i una amplada de 60 m. Està formada per sorra fina i daurada i el pendent d'entrada a l'aigua és bastant pronunciat. S'hi formen dunes de poca profunditat. Està a 6,5 km del nucli urbà, i molt a prop de Sant Martí d'Empúries i del jaciment grecoromà d'Empúries. S'hi practica el nudisme.